# 国立先端技術学校

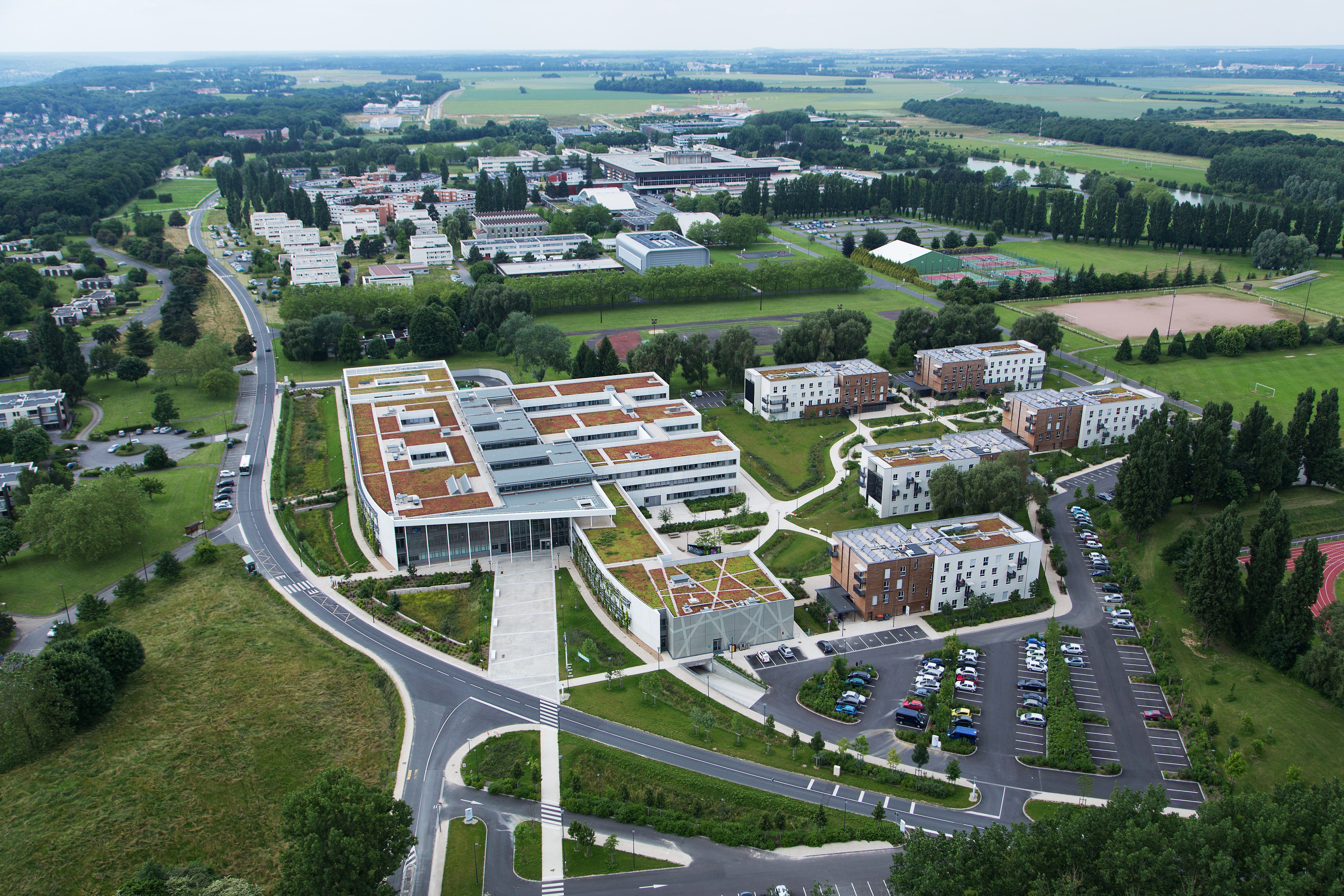
キャンパス

国立先端技術学校（こくりつせんたんぎじゅつがっこう、フランス語: École Nationale Supérieure de Techniques Avancées, ENSTA Paris）とは、フランスのパリにある工学系の高等教育機関で、フランスのエリート育成学校であるグランゼコールの一校である。理系グランゼコールの中で入学難易度が非常に高く、トップクラスのエリート校と認識されている。1741年に設立されており、最も歴史のあるグランゼコールである。2019年に設立されたパリ工科大学(Institut Polytechnique de Paris, IP Paris)を構成する６つのグランゼコールの１校である。大学評価機関クアクアレリ・シモンズ（QS）「2024年世界大学ランキング」では世界38位、QS Graduate Employability Rankings 2022では世界12位に位置している。同校は現在、フランス国防省の監督下にある公的な行政施設となっている。

## 入学までの道
国立先端技術学校に入学するには、グランゼコール準備級でトップの成績を収めなくてはならない。また、海外の大学から留学をしている学生も多々いる。

### 入学試験
高校を卒業後、グランゼコール準備級 (Classes Preparatoires aux Grandes-Ecoles 略称Prepaプレパ）と呼ばれる2年間の予備学校に通う。（プレパには大抵全寮制の設備もあるが、通いの生徒もいる）プレパで2年準備をした夏に全国試験を受ける。試験には２つのパートがあり、まずは筆記試験で全フランスにおける順位が発表される。そこから上位の者だけが口述試験に臨む。口述試験の結果が筆記試験の点数に加算され、最終的な全国での順位が決定する。国立先端技術学校の場合、毎年150名前後が入学することが許されている。試験に落ちた場合、翌年再挑戦が出来る。再挑戦の場合、ペナルティポイントが課され順位が落ちることがある。入学者の半数は二度目の挑戦で入学しており、入学には年齢上限があるが、大抵の受験者は２度目の失敗で諦める。３度目の受験で受かる人間はごく少数。

### プレパにおける準備
週に30時間程度の授業、10時間の数学、10時間の物理、10時間の科学に加え、コンピューター・サイエンス、フランス文学と英語についても勉強する。授業の他に大量の宿題を課される。毎週、4時間の試験があり（週によって教科は変わる）、クラス内の順位が発表され、この順位は準備期間中ずっとついて回る。週に２～３回（各々1時間）Kholles（コール）と呼ばれる口述試験がある。コールには１人の教授に対し３人の学生が対峙し、教授に出されたそれぞれの質問に黒板を使って説明しながら答える。グランゼコール準備級の学生は、その膨大な勉強量ゆえに太陽の日を浴びないことから「モグラ」とも呼ばれる。

### 試験内容
筆記試験は４時間の数学が２回、４時間の物理が２回、フランス語の論述、英文翻訳、そしてコンピューター・サイエンス、工業化学、化学の中から１教科を選択。１週間続く。だいたい一か月後に筆記試験の順位が発表され、上位の者が口述試験に呼ばれる。口述試験は数学に２コール、物理２コール、科学２コール、フランス語１コール、英語１コールとなる。

## 世界の主な学生交流協定校
国立先端技術学校は、世界中の大学と学生交流の協定を結んでいる：
・東京大学
・東京工業大学
・慶應義塾大学
・スタンフォード大学
・コロンビア大学
・カリフォルニア大学バークレー校
・ジョージア工科大学
・ミシガン大学
・トロント大学
・マギル大学
・モントリオール理工科大学
・ミラノ工科大学
・ミュンヘン工科大学
・シンガポール国立大学
・清華大学
・北京大学
・サンパウロ大学

## 研究室
国立先端技術学校は学院および研究所であり、4つの研究室がある：
- UCP : 化学と化学工学の研究室
- UEI : 電子工学と情報工学の研究室
- UMA : 応用数学の研究室
- UOA : 応用光学の研究室
- UME : 力学の研究室